# Сизарка ванікорська
Сиза́рка ванікорська (Mayrornis schistaceus) — вид горобцеподібних птахів родини монархових (Monarchidae). Ендемік Соломонових Островів.

## Поширення і екологія
Ванікорські сизарки мешкають на острові Ванікоро і на сусідньому острівці Теану. Вони живуть у вологих рівнинних тропічних лісах.

## Збереження
МСОП класифікує цей вид як вразливий. Популяція ванікорських сизарок становить приблизно 4000 птахів. Їм загрожує знищення природного середовища.